# ユミレイディ・クンバ
'ユミレイディ・クンバ'・ジェイ（Yumileidi Cumbá Jay, 1975年2月11日 - ）は、キューバの陸上競技選手である。2004年アテネオリンピックの女子砲丸投で、当初はイリーナ・コルジャネンコ（ロシア）が金（記録：21m6cm）だったが、ドーピング検査で筋肉増強剤が検出されて失格となりメダルが剥奪され、クンバが繰り上げで金メダルを獲得した。

## 実績
| 年度 | 大会             | 種目   | 場所                         | 結果 | 記録   |
| ---- | ---------------- | ------ | ---------------------------- | ---- | ------ |
| 1996 | オリンピック     | 砲丸投 | アトランタ（アメリカ合衆国） | 13位 | 18.55m |
| 2000 | オリンピック     | 砲丸投 | シドニー（オーストラリア）   | 6位  | 18.70m |
| 2001 | ユニバーシアード | 砲丸投 | 北京（中国）                 | 金   | 18.90m |
| 2004 | オリンピック     | 砲丸投 | アテネ（ギリシャ）           | 金   | 19.59m |

## 自己ベスト
- 19.97m （2004年）